# یواس‌اس اکمی (ای‌ام‌سی-۶۱)
یواس‌اس اکمی (ای‌ام‌سی-۶۱) (به انگلیسی: USS Acme (AMc-61)) یک کشتی بود که طول آن ۹۷ فوت ۶ اینچ (۲۹٫۷۲ متر) بود. این کشتی در سال ۱۹۴۱ ساخته شد.